# Béla Varga (homme politique)
Pour les articles homonymes, voir Béla Varga.
Dans le nom hongrois Varga Béla, le nom de famille précède le prénom, mais cet article utilise l’ordre habituel en français Béla Varga, où le prénom précède le nom.
Béla Varga (né à Börcs en Hongrie le 18 février 1903 et mort à Budapest le 13 octobre 1995) est un prêtre catholique, issu du Parti des petits propriétaires, député à l'Assemblée nationale dès 1945. Il fut président du Parlement hongrois en 1946. 
Menacé, il quitte la Hongrie en 1947, passe la frontière autrichienne puis arrive à Saint-Gall en Suisse, où un agent des services secrets hongrois, déguisé en ecclésiastique, cherche à le retrouver. Il va alors dans le canton de Fribourg et séjourne au Monastère d'Hauterive de 1947 à 1949. Il part ensuite retrouver ses compatriotes aux États-Unis.
Il devint chanoine de St. Mary's Home (1980). Le Vatican en fait un protonotaire apostolique. En 1983, le Congrès américain lui rend hommage à l'occasion de son 85e anniversaire. 
En 1990, à l'invitation du nouveau gouvernement démocratique, il retourna en Hongrie. Le 2 mai 1990, c'est lui qui ouvre la session du Parlement issue des premières élections libres, en tant que dernier président du Parlement avant les élections faussées d'août 1947 qui avaient amené au pouvoir le Parti communiste.

## Sources
- Paul Torche et Michel Colliard, Témoignages : entretiens avec Michel Colliard, Fribourg, Martin Michel, 1987, 174 p. (OCLC 78559066), p. 37-38